# Piper munchanum
Piper munchanum är en pepparväxtart som beskrevs av C. Dc.. Piper munchanum ingår i släktet Piper och familjen pepparväxter. Inga underarter finns listade i Catalogue of Life.